# Konstantin Szabanow
Konstantin Gieorgijewicz Szabanow (ros. Константин Георгиевич Шабанов, ur. 17 listopada 1989) – rosyjski lekkoatleta specjalizujący się w biegach przez płotki.
W 2007 roku odpadł już w eliminacjach na juniorskim czempionacie Starego Kontynentu, a w 2008 na stadionie w Bydgoszczy – na którym w 1979 jego ojciec Georgij Szabanow zdobył w biegu na 110 metrów przez płotki brąz mistrzostw Europy juniorów – wywalczył złoty medal i tytuł mistrza świata juniorów. Bez powodzenia uczestniczył w trzech dużych imprezach: w 2009 w halowych mistrzostwach Europy i czempionacie Europy młodzieżowców, a w 2010 w mistrzostwach Europy w Barcelonie.
Okazjonalnie występuje także w sztafecie 4 x 100 metrów oraz innych konkurencjach sprinterskich.
Medalista mistrzostw Rosji, reprezentant kraju w meczach międzypaństwowych.
Rekordy życiowe: bieg na 110 metrów przez płotki – 13,35 (24 czerwca 2011, Yerino); bieg na 60 metrów przez płotki (hala) – 7,52 (12 lutego 2012, Karlsruhe).

## Osiągnięcia
| Rok  | Impreza                                 | Miejsce   | Konkurencja                 | Lokata     | Wynik |
| ---- | --------------------------------------- | --------- | --------------------------- | ---------- | ----- |
| 2007 | Mistrzostwa Europy juniorów             | Hengelo   | bieg na 110 m przez płotki  | eliminacje | 15,25 |
| 2008 | Mistrzostwa świata juniorów             | Bydgoszcz | bieg na 110 m przez płotki  | 1. miejsce | 13,27 |
| 2009 | Halowe mistrzostwa Europy               | Turyn     | bieg na 60 m przez płotki   | eliminacje | 7,86  |
| 2009 | Młodzieżowe mistrzostwa Europy          | Kowno     | bieg na 110 m przez płotki  | eliminacje | 13,87 |
| 2010 | Mistrzostwa Europy                      | Barcelona | bieg na 110 m przez płotki  | eliminacje | 13,73 |
| 2011 | Halowe mistrzostwa Europy               | Paryż     | bieg na 60 m przez płotki   | 5. miejsce | 7,61  |
| 2011 | Superliga drużynowych mistrzostw Europy | Sztokholm | bieg na 110 m przez płotki  | 7. miejsce | 13,76 |
| 2011 | Młodzieżowe mistrzostwa Europy          | Ostrawa   | bieg na 110 m przez płotki  | półfinał   | 13,94 |
| 2012 | Halowe mistrzostwa świata               | Stambuł   | bieg an 60 m przez płotki   | 5. miejsce | 7,60  |
| 2012 | Igrzyska olimpijskie                    | Londyn    | bieg na 110 m przez płotki  | półfinał   | 13,65 |
| 2013 | Halowe mistrzostwa Europy               | Göteborg  | bieg na 60 m przez płotki   | 8. miejsce | 7,66  |
| 2013 | Uniwersjada                             | Kazań     | bieg na 110 me przez płotki | 2. miejsce | 13,46 |
| 2013 | Mistrzostwa świata                      | Moskwa    | bieg na 110 m przez płotki  | półfinał   | DNF   |
| 2014 | Halowe mistrzostwa świata               | Sopot     | bieg na 60 m przez płotki   | półfinał   | 7,67  |
| 2014 | Mistrzostwa Europy                      | Zurych    | bieg na 110 m przez płotki  | półfinał   | 13,57 |
| 2015 | Halowe mistrzostwa Europy               | Praga     | bieg na 60 m przez płotki   | półfinał   | 7,66  |
| 2015 | Uniwersjada                             | Gwangju   | bieg na 110 m przez płotki  | 2. miejsce | 13,57 |